# Ринкон Мапаче (Тенампа)
Ринкон Мапаче (шп. Rincón Mapache) насеље је у Мексику у савезној држави Веракруз у општини Тенампа. Насеље се налази на надморској висини од 1058 м.

## Становништво
Према подацима из 2010. године у насељу су живела 4 становника.

### Хронологија
| Година       | 2000         | 2005        | 2010 |
| ------------ | ------------ | ----------- | ---- |
| Становништво | 46 (22 / 24) | 21 (8 / 13) | 4    |

### Попис
| # | Индикатор                     | Вредност |
| - | ----------------------------- | -------- |
| 1 | Укупно домаћинстава           | 4        |
| 2 | Укупно насељених домаћинстава | 1        |
| 3 | Величина локације             | 1        |